# Coll de Rates
Coll de Rates er et spansk bjergpas mellem Ferrer-bjergene (øst) og Carrascar de Parcent-bjergkæden (vest). Det deler sig mellem de valencianske regioner Marina Alta (nord) og Marina Baja i syd. 
Bjerget ligger i en højde af 628 meter, og vejen til toppen er 6,52 km lang.